# Matt Pokora
Matt Pokora, eredetileg Matthieu Totta (Strasbourg, 1985. szeptember 26. –) francia énekes, zenész.
Először a 2003-as "Popsztárok" évadból ismerhettük meg, mint a volt Link Up csapat tagját. 2003-ban jelent meg az 1. lemeze a Notre étoile címmel, bandájával.
Önálló szólólemezét 2004-ben készítette el Guilty címen, ami nagy sikert aratott hazájában. Később egy újabb albummal rukkolt elő, M.Pokora címen. 2006-ban duettett énekelt Ricky Martinnal is.
Az Amerikai Egyesült Államokban vette fel harmadik, "MP3" albumának anyagát. Segítségül nem is akárkit kért fel: magát Timbaland-ot. Az album, 13 dalából 10 angol nyelvű (ezek munkálatait felügyelte Timbo).
Megjelenése: 2008. március 24-én volt. Az 1. kimásolt kislemez a "She's Dangerous" lett. Matt Pokora-t emlegetik a következő Justin Timberlake-nek.